# 格哈特·霍普特曼
格哈特·约翰内斯·罗伯特·霍普特曼（Gerhart Johann Robert Hauptmann，1862年11月15日—1946年6月6日），德国剧作家和诗人，自然主义文学在德国的重要代表人，同时也具有其他写作风格，1912年诺贝尔文学奖获得者。

## 生平

### 童年
格哈特·霍普特曼1862年11月15日出生在西里西亚北部的小镇上萨尔茨布伦，他的父母在当地经营一家旅馆，他有两个哥哥格奥尔格·霍普特曼、卡尔·霍普特曼和一个姐姐约翰娜·霍普特曼。
年轻的霍普特曼喜欢传奇文学。1868年起霍普特曼在小镇上读小学，1874年来到了当时的德国文化名城布雷斯劳（又名“弗罗茨瓦夫”，二战后割让给波兰）读中学，霍普特曼不适应大城市的生活环境和普鲁士的学校教学，他尤其对老师的强硬态度和贵族同学的优雅举止产生反感，加上经常生病不能正常上学，不得不重修第一年的课程，但这段时间却给了霍普特曼机会，去剧场听戏。霍普特曼在七年级以勉强合格的成绩离开了中学，去他叔叔的农场工作，此后他又参加了艺术考试，但没有获得通过。

### 青年

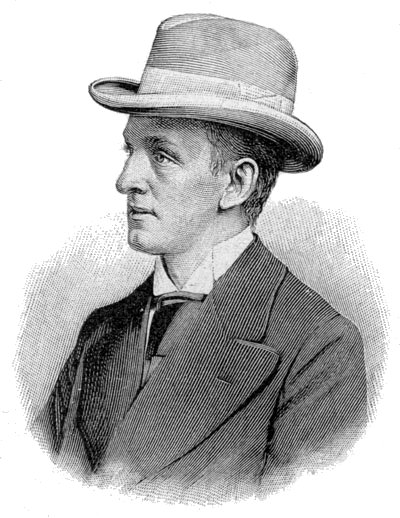
格哈特·霍普特曼

1880年霍普特曼被布雷斯劳的皇家艺术职业学校的雕刻班录取，但是一年后因为“不良的行为举止和不够勤奋”被退学，后来又被重新录取，1882年离开学校。
霍普特曼曾为他哥哥格奥尔格·霍普特曼的婚礼写了一出戏剧“爱情的春天”，并在婚礼上首演，在哥哥的婚礼上霍普特曼认识了新娘阿黛勒·蒂讷曼的妹妹玛丽·蒂讷曼，他们一见钟情，在婚礼上便私订终身。玛丽·蒂讷曼是拉德博伊勒的一位商人的女儿，她们姐妹三人分别嫁给了霍普特曼兄弟三人，阿黛勒·蒂讷曼嫁给了格奥尔格·霍普特曼，玛丽·蒂讷曼后来也嫁给了格哈特·霍普特曼，她的妹妹玛尔塔·蒂讷曼则嫁给了格哈特·霍普特曼的另一个哥哥卡尔·霍普特曼。
私订终身后，玛丽·蒂讷曼资助霍普特曼1882年开始他在耶拿大学的哲学和文学史学习，但是霍普特曼很快又放弃了学业。玛丽·蒂讷曼又资助霍普特曼去地中海旅行，他决定在罗马定居做一名雕刻家，但是他在罗马德国人聚集区落脚的想法遭遇失败，失望的他回到了德国，在德累斯顿皇家学院学习绘画但并没有完成学业，此后在柏林洪堡大学的历史学习也同样是无疾而终。霍普特曼在戏剧上的浓厚兴趣远胜于他在学业上的多次半途而废。

### 早期现实主义文学创作

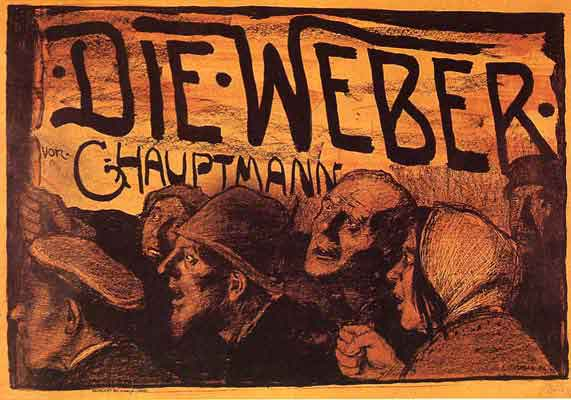
霍普特曼戏剧《织工》的海报，埃米尔·奥尔利克作于1897年。

1885年，格哈特·霍普特曼同玛丽·蒂讷曼结婚，起先生活在柏林，但是城市的生活使得霍普特曼的肺病加重，他们便搬去了柏林郊外的小镇埃克讷并在那里生活了4年，生有3个儿子。在这段时间里，霍普特曼参加了柏林的自然主义文学协会，并完成了他的早期作品，其中包括短篇小说《狂欢节》（1887年）、中篇小说《铁道守路人蒂尔》（Bahnwärter Thiel，1887年）、他的第一部戏剧也是成名剧作《日出之前》（Vor Sonnenaufgang，1889年）和他的最重要作品《织工》（Die Weber，1893年）。《日出之前》1889年在柏林的“自由舞台”演出后受到好评，霍普特曼一举成名。霍普特曼的戏剧经常关注于人民起义，《织工》以1884年西里西亚织工起义作为背景，被普鲁士当局检查制度和警察认为是在号召阶级斗争而禁止在柏林公演，而“自由舞台”正是为这些被禁戏剧提供不公开演出的舞台，这些戏剧还包括列夫·托尔斯泰和易卜生的作品。为了争取《织工》能在柏林德意志剧院获得公演的许可，霍普特曼解释该剧的写作不是为了号召社会民主主义，而是作为一个诗人对起义参加者的同情。

### 后期象征主义文学创作
在《獭皮》（Der Biberpelz，1893年）遭受批评之后，霍普特曼的创作从现实主义题材转向了神话、宗教和童话等象征主义题材，这一时期的作品包括梦幻剧《翰奈尔升天》（Hanneles Himmelfahrt，1894年）、童话剧《沉钟》（Die versunkene Glocke，1896年）和《碧芭在跳舞》（Und Pippa tanzt!，1906年）。
1893年霍普特曼爱上了作曲家马克斯·马沙尔克的妹妹玛格蕾特·马沙尔克，霍普特曼的妻子玛丽·蒂讷曼在得知这段恋情后，趁霍普特曼去巴黎参加《翰奈尔升天》首演，带着她的儿子们离开霍普特曼去了美国。1904年霍普特曼同他的第一任妻子玛丽·蒂讷曼离婚，两个月后迎娶了玛格蕾特·马沙尔克，她在此前的1900年已为霍普特曼生下一子，这段婚姻一直持续到霍普特曼去世，但在1906年他曾与16岁的女演员伊达·奥尔勒夫有过一段私情。
1910年起霍普特曼也开始了小说的写作，作品包括《信奉基督的愚人：伊曼纽·曼特》（Der Narr in Christo Emanuel Quint，1910年）和《阿特兰提斯》（Atlantis，1912年），《阿特兰提斯》在1913年成为霍普特曼的第一部被改编成电影的作品，霍普特曼虽然对将作品改编成电影没有特别的兴趣，但是他发现这是个不错的收入来源。
19世纪末20世纪初，霍普特曼获得了多项奖项，他在1896年、1899年和1905年三次获得奥地利的文学奖项格里尔帕尔策尔奖，他分别获得了莱比锡大学和牛津大学的荣誉博士头衔，并在1912年因“在戏剧艺术领域中丰硕、多样的出色成就”获得诺贝尔文学奖。

### 去世

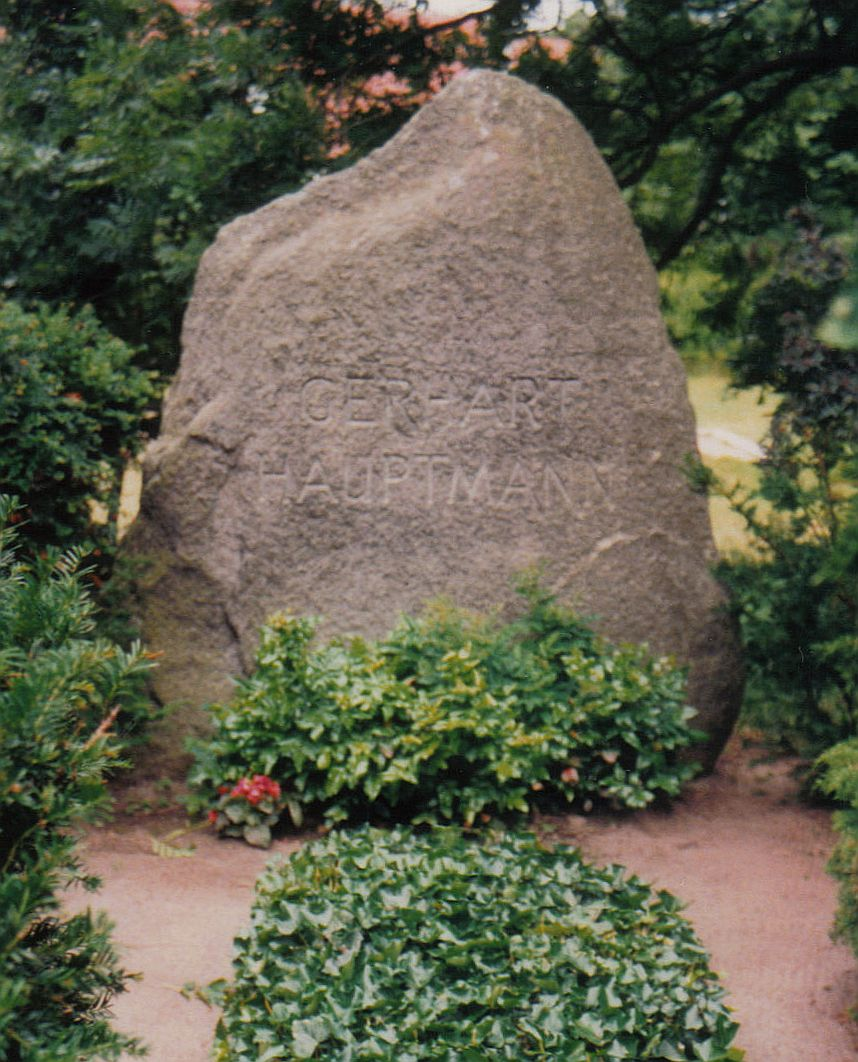
希登泽岛修道院中霍普特曼的墓碑。

1946年6月6日，霍普特曼因支气管炎在西里西亚去世。6月27日施特拉尔松市政厅举行盛大的悼念仪式，由德国统一社会党的创始人之一、后来的民主德国总统威廉·皮克主持。6月28日早上日出之前，在波罗的海上的希登泽岛也举行了葬礼，霍普特曼葬于希登泽岛修道院中，希登泽岛是霍普特曼最钟爱的旅游地。1951年在希登泽岛修道院中竖起一块花岗岩墓碑，依霍普特曼的遗愿，墓碑上只刻了霍普特曼的名字。霍普特曼的第二任妻子玛格蕾特·霍普特曼1957年去世后，于1983年合葬在希登泽岛。

## 荣誉
- 1896年格里尔帕尔策尔奖
- 1899年格里尔帕尔策尔奖
- 1905年格里尔帕尔策尔奖
- 1909年莱比锡大学和牛津大学荣誉博士头衔
- 1911年巴伐利亚科学与艺术勋章
- 1912年诺贝尔文学奖
- 1921年布拉格德意志大学荣誉博士头衔
- 1922年德意志帝国雄鹰勋章
- 1924年普鲁士优秀勋章
- 1932年哥伦比亚大学荣誉博士头衔
- 1932年法兰克福歌德奖

## 作品

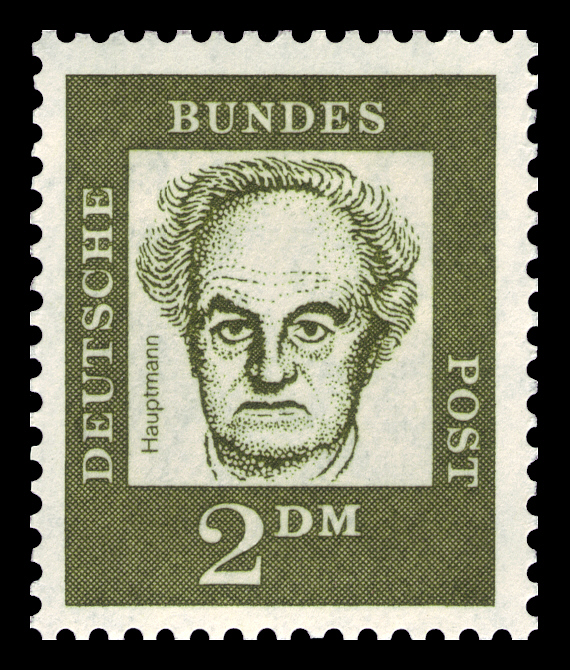
德国1961年至1965年发行一套16枚系列邮票“重要的德国人”（Bedeutende Deutsche），图为其中1962年发行的霍普特曼纪念邮票，面值2马克。

霍普特曼共为后世留下了47个剧本、5首德文叙事诗、21首散文诗和一些小说。在他的所有作品中，戏剧占了主导位置。
- 《狂欢节》（1887年），短篇小说
- 《铁道守路人蒂尔蒂尔》（Bahnwärter Thiel，1887年），中篇小说
- 《日出之前》（Vor Sonnenaufgang，1889年），戏剧
- 《和平节》（Das Friedensfest，1890年）
- 《孤独的人》（Einsame Menschen，1891年）
- 《织工》（Die Weber，1892年），戏剧
- 《獭皮》（Der Biberpelz，1893年），戏剧
- 《翰奈尔升天》（Hanneles Himmelfahrt，1894年），梦幻剧
- 《弗洛里安·盖尔》（Florian Geyer，1896年），戏剧
- 《沉钟》（Die versunkene Glocke，1896年），戏剧
- 《车夫亨舍尔》（1898年），社会剧
- 《米夏埃·克拉默》（Michael Kramer，1900年）
- 《火灾》（Der rote Hahn，1901年）
- 《可怜的亨利希》（Der arme Heinrich，1902年）
- 《罗泽·伯恩德》（Rose Bernd，1903年）
- 《碧芭在跳舞》（Und Pippa tanzt!，1906年）
- 《希腊之春》（1908年），游记
- 《信奉基督的愚人：伊曼纽·曼特》（Der Narr in Christo Emanuel Quint，1910年），长篇小说
- 《大老鼠》（Die Ratten，1911年），悲剧
- 《阿特兰提斯》（Atlantis，1912年），长篇小说
- 《冬天的叙事谣曲》（Winterballade，1917年）
- 《多罗苔娅·安格曼》（Dorothea Angermann，1926年）
- 《激情篇》（1926年），自传体小说
- 《日落之前》（Vor Sonnenuntergang，1932年）
- 《我的青春冒险》（Das Abenteuer meiner Jugend，1937年），自传体小说
- 《马格努斯·加尔伯》（Magnus Garbe，1942年）

## 作品的中譯
- 鍾國仁/譯述，《寂寞的人們》，上海市：商務印書館，1930年。
- 楊丙辰/譯，《火焰》，上海：商務印書館，1935年。
- 郭鼎堂/譯述，《異端》，上海市：商務印書館，1947年。
- 台灣啟明書局編譯部/譯，《沈鐘》，台北市：台灣啟明書局，1958年。
- 諾貝爾文學獎全集編譯委員會/編譯，《霍普特曼(1912)泰戈爾(1913)》，台北市：九華出版：環華發行，1981年。
- 不著譯者，《織工》，時代文藝出版社，2006年。